# Chalcophora yunnana
Chalcophora yunnana es una especie de escarabajo del género Chalcophora, familia Buprestidae. Fue descrita científicamente por Fairmaire en 1888.

## Distribución geográfica
Habita en la región paleártica e indomalaya.